# Tipula twogwoteeana
Tipula twogwoteeana är en tvåvingeart som beskrevs av Alexander 1945. Tipula twogwoteeana ingår i släktet Tipula och familjen storharkrankar. Inga underarter finns listade i Catalogue of Life.